# Unione Sportiva Casertana 1950-1951
Questa pagina raccoglie le informazioni riguardanti l'Unione Sportiva Casertana nelle competizioni ufficiali della stagione 1950-1951.

## Rosa
| N. |                   | Ruolo | Calciatore      |
| -- | ----------------- | ----- | --------------- |
|    | Italia (bandiera) | A     | Ciro Barile     |
|    | Italia (bandiera) | C     | Lauro Berselli  |
|    | Italia (bandiera) | C     | Lorenzo Biondi  |
|    | Italia (bandiera) | A     | Alcide Borelli  |
|    | Italia (bandiera) | C     | Elio Cavazzuti  |
|    | Italia (bandiera) | A     | Adriano Gè      |
|    | Italia (bandiera) | D     | Augusto Olliaro |
|    | Italia (bandiera) | D     | Dante Paolini   |

| N. |                   | Ruolo | Calciatore          |
| -- | ----------------- | ----- | ------------------- |
|    | Italia (bandiera) | A     | Alfredo Posocco     |
|    | Italia (bandiera) | D     | Glauco Pozzetti     |
|    | Italia (bandiera) | A     | Roberto Rabagliati  |
|    | Italia (bandiera) | A     | Secondo Rossi       |
|    | Italia (bandiera) | P     | Furio Scarpellini   |
|    | Italia (bandiera) | A     | Francesco Spaggiari |
|    | Italia (bandiera) | D     | Giulio Tognoli      |